# Grass Valley (Kalifornia)
Grass Valley – miasto w Stanach Zjednoczonych, w stanie Kalifornia, w hrabstwie Nevada. Według spisu ludności przeprowadzonego przez United States Census Bureau, w roku 2010 miasto Grass Valley miało 12 860 mieszkańców.
W mieście rozwinął się przemysł elektroniczny.

## Miasta partnerskie
- Bodmin, Wielka Brytania
- Limana, Włochy